# Полиакрилова киселина
Полиакриловатата киселина, известна още като карбомер, е синтетично произведено вещество и високомолекулярен полимер на акриловата киселина. Среща се във вид на хигроскопичен бял прах и е или без мирис или с лек киселинен такъв. Полиакрилната киселина се използва във фармацевтичната индустрия за направата на гелове, тъй като има свойството да сгъстява веществата. Освен във фармацията, киселината намира употреба и в производството на бои, лепила, грес и други технически продукти.
|  | Тази страница частично или изцяло представлява превод на страницата Polyacrylsäure в Уикипедия на немски. Оригиналният текст, както и този превод, са защитени от Лиценза „Криейтив Комънс – Признание – Споделяне на споделеното“, а за съдържание, създадено преди юни 2009 година – от Лиценза за свободна документация на ГНУ. Прегледайте историята на редакциите на оригиналната страница, както и на преводната страница, за да видите списъка на съавторите. ВАЖНО: Този шаблон се отнася единствено до авторските права върху съдържанието на статията. Добавянето му не отменя изискването да се посочват конкретни източници на твърденията, които да бъдат благонадеждни. |